# Estelle Mossely
Estelle Mossely (19 de agosto de 1992) é uma pugilista francesa, campeã olímpica. 

## Carreira
Estelle Mossely competiu na Rio 2016, na qual conquistou a medalha de ouro no peso ligeiro.